# فیلزن
فیلزن (به آلمانی: Filsen) یک شهر در آلمان است که در Verbandsgemeinde Loreley واقع شده‌است. فیلزن ۶۶۰ نفر جمعیت دارد.